# Решающий (Красноярский край)
Реша́ющий — посёлок в Мотыгинском районе Красноярского края. Входит в состав городского поселения Поселок Мотыгино.

## Географическое положение
Поселок находится в 2 километрах на северо-восток от районного центра Мотыгино.

## Климат
Климат резко континентальный с коротким теплым летом и холодной продолжительной зимой. Среднегодовая температура воздуха отрицательная и составляет около −1,0 … −1,5°С. Средние многолетние значения минимальных температур воздуха в самые холодные месяцы — январь и февраль — составляет −26…-28°С, а абсолютный минимум достигает −51…-53°С. Средние из максимальных значений температуры для наиболее теплого месяца (июля) на всем протяжении долины колеблются в пределах 25 … 26°С, а абсолютные максимумы температур в летние месяцы достигают значений в 37 … 38°С. Зима продолжительная. Период со средней суточной температурой ниже −5°С на всей протяженности долины составляет около 5 месяцев (с ноября по март). Ниже 0°С — около полугода. Изменения температуры от одного дня к другому и в течение суток вызываются сменой воздушных масс. Большей частью эта изменчивость в холодное время составляет ±4..5°C. В некоторых случаях возможны изменения температуры между сутками, превышающие ±20 °C (1 раз в 10 лет). Продолжительность безморозного периода в рассматриваемом районе составляет от 40 до 75 дней, при этом первые заморозки наблюдаются уже в августе. Последние заморозки на поверхности почвы могут наблюдаться до конца июня. Число дней со снежным покровом составляет 180—210 дней в году.

## История
В 1961 году на базе Мотыгинского колхоза «Сибиряк» образовано подсобное хозяйство «Решающий».

## Население
| 2010 | 2012 | 2013 | 2014 | 2015 | 2016 | 2017 |
| ---- | ---- | ---- | ---- | ---- | ---- | ---- |
| 79   | ↘77  | ↗80  | ↘76  | ↗79  | ↘76  | ↘74  |

Постоянное население составляло 95 человек в 2002 году (95 % русские), 74 человека в 2010.